# مصارعة سنغالية

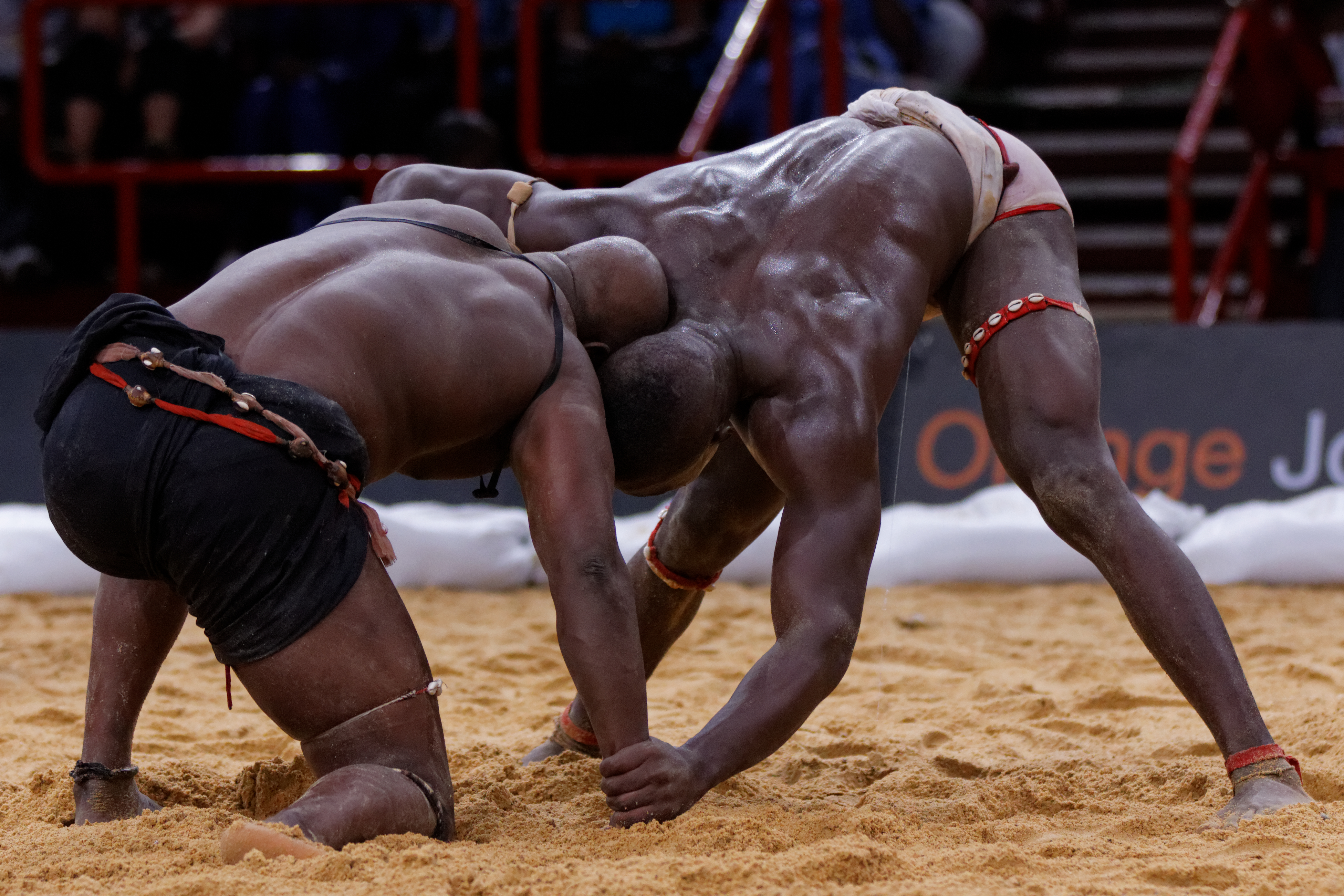
مبارة في 2013

مصارعة سنغالية هو نوع من المصارعة الشعبية يمارسها السيريريون وأصبحت الآن رياضة وطنية في السنغال وأجزاء من غامبيا.
يسمح للمصارعين بتوجيه اللكمات في منطقة الوجه والرأس، ولا يخلو الأمر من ضربات قاتلة قد تؤدي إلى القضاء تماماً على الخصوم.وقد يستمر النزال ما بين 10 ثوان وأربع دقائق، ولكن الفائز في مواجهة المصارعة السنغالية هو من يستطيع إسقاط خصمه على الأرض لينهي بذلك المواجهة.